# Mordella sexguttata
Mordella sexguttata es una especie de coleóptero de la familia Mordellidae.

## Distribución geográfica
Habita en San Vicente y las Granadinas.